# Água de Pau (Stadt)
Água de Pau ist eine portugiesische Kleinstadt (Vila) und Gemeinde auf der Azoren-Insel São Miguel.

## Geschichte
Der Name geht vermutlich auf die ersten Siedler im 15. Jahrhundert n. Chr. zurück, die hier einen Wasserlauf (água = Wasser) aus einem Feuchtgebiet (paul = Moor) ins Meer fließen sahen. Der Ort wurde 1515 von König D. Manuel I. zur Vila erhoben. Es blieb Sitz eines eigenen Kreises, bis zu den verschiedenen Verwaltungsreformen nach der Liberalen Revolution 1822. In der Folge wurde 1853 der Kreis Água de Pau aufgelöst und ist seither eine Gemeinde des Kreises Lagoa.
1966 wurde die Gemeinde Ribeira Chã durch Ausgliederung aus der Gemeinde Água de Pau neu geschaffen.

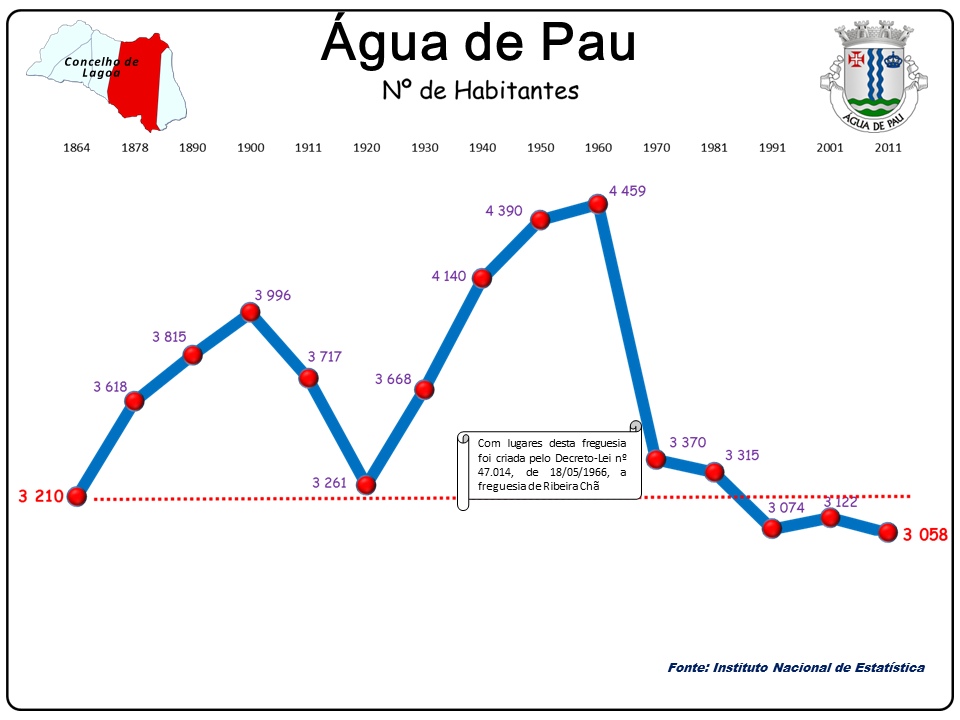
Einwohnerentwicklung der Gemeinde Água de Pau (1864–2011)

## Verwaltung
Água de Pau ist eine Gemeinde (Freguesia) im Kreis (Concelho) von Lagoa (Azoren). In ihr leben 2919 Einwohner (Stand 19. April 2021).
Neben dem gleichnamigen Hauptort gehört noch die am Meer gelegene Villensiedlung Caloura zur Gemeinde.

## Sehenswürdigkeiten

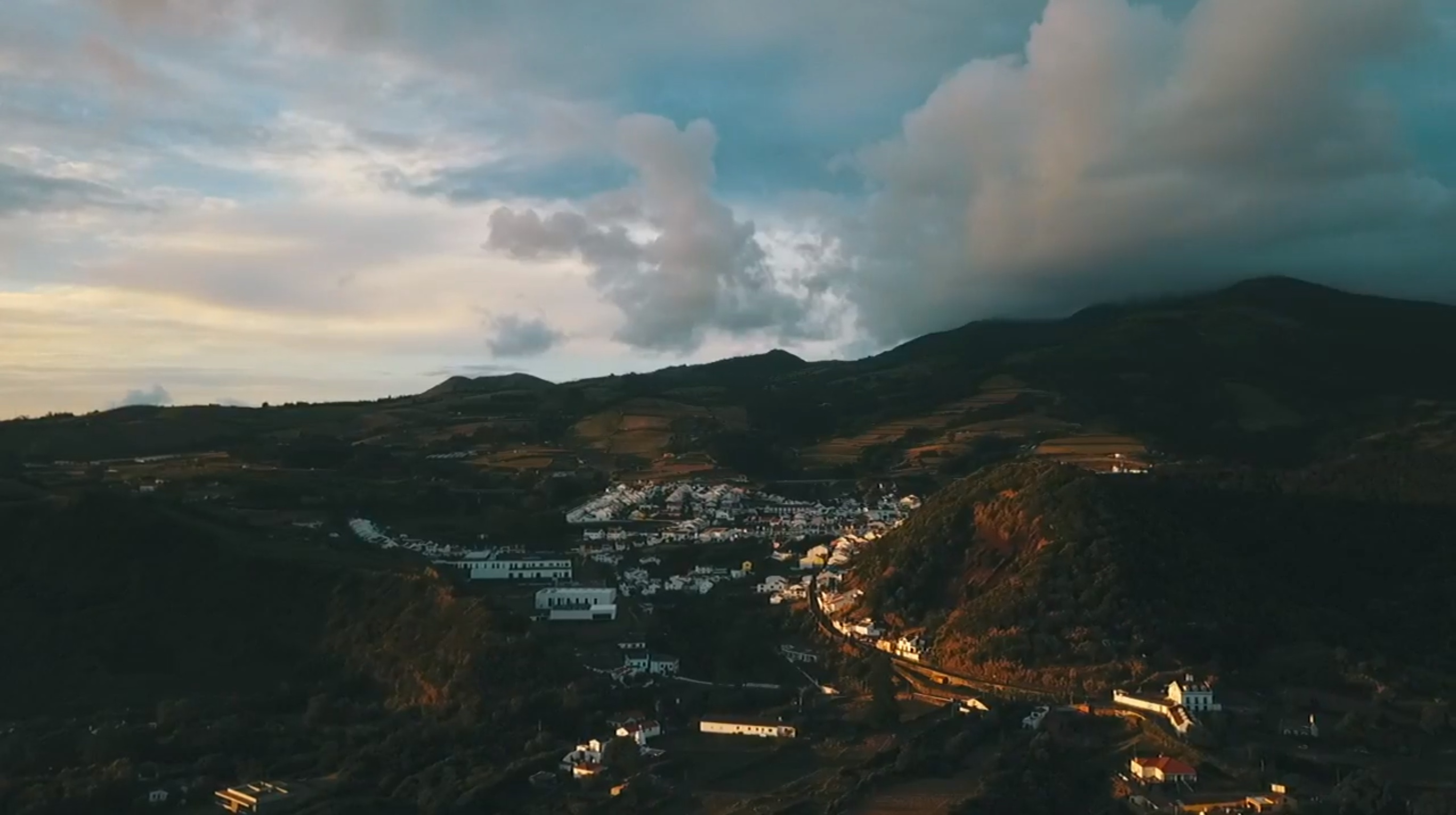
Luftaufnahme von der Küste aus

Unter den zahlreichen Sakralbauten befindet sich die Kapelle Ermida de Nossa Senhora do Monte Santo, die 1931 oberhalb des Ortskerns erbaut wurde.
Zu sehen sind außerdem verschiedene Festungsanlagen, insbesondere aus dem 18. Jahrhundert. Auch einige kleine Museen sind zu besichtigen, darunter mit dem Museu da Adega Regional ein regionales Weinbau-Museum.
In der Villensiedlung Caloura befindet sich ein Fischerhafen und die Kirche Nossa Senhora da Conceição eines inzwischen aufgegebenen Nonnenklosters.

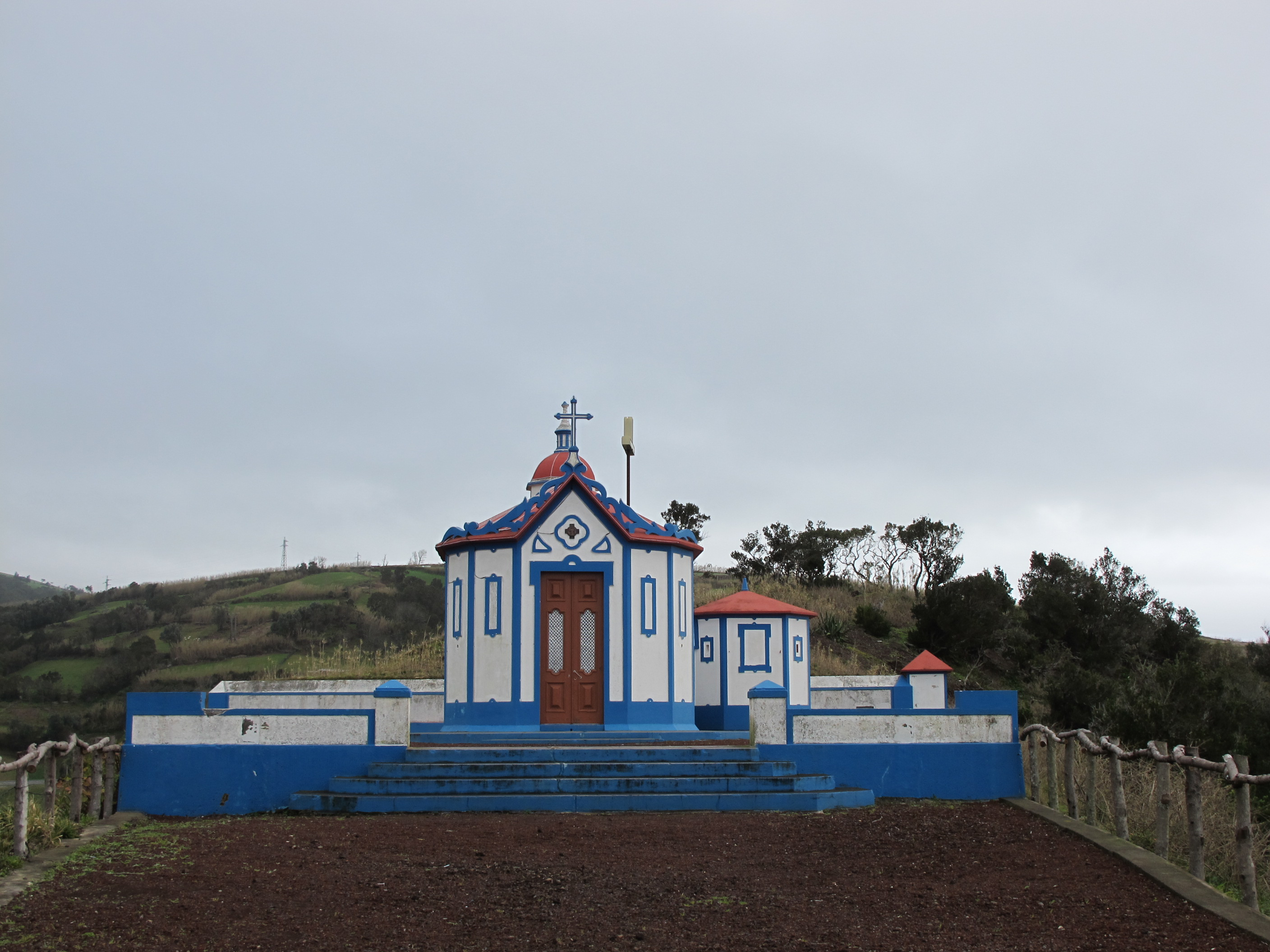
Die Kirche de Nossa Senhora do Monte Santo